# SF Underground
SF Underground – mini składanka 7" promująca zespoły związane z wytwórnią Subterranean Records. Wydana w 1979 roku.

## Lista utworów
1. No Alternative – Johnny Got His Gun
2. Flipper – Earthworm
3. Tools – Asexuality in the 80's
4. VKTMS – Ballad of Pincushion Smith